# 소방행정타운
소방행정타운은 은평구 일대에 건립한 소방관 훈련장 겸 교육장이다. 이 곳에는 다양한 훈련 장비가 있고 소방관의 교육도 받을 수 있다. 또한 서울용산소방서와 더불어서 서울에서 두번째로 직장 어린이집을 갖추고 있다.